# サブマリンサンドイッチ
サブマリンサンドイッチ（英: submarine sandwich）は、サンドイッチの一種。
サブマリン・サンドイッチ、サブマリンサンド、サブマリン・サンドと表記することもある。
北米ではサブ（sub）と呼ばれることも多い他、 フィラデルフィアではホーギー（hoagie）、ニューヨーク市ではヒーロー（hero）、メイン州ではイタリアン（Italian）、ニューイングランドではグラインダー（grinder）、ボストン ではスパッキー（spuckie）と呼ばれている。
外側が堅いパンを縦に切り、野菜やサラミを入れたサンドイッチは「サブマリンサンドイッチ」と呼ばれており、古くからアメリカ合衆国では親しまれている。
上記のように多種にわたる呼び名もそのほとんどは発祥や考案者ははっきりしていない。19世紀末にはアメリカ合衆国北東部のイタリア系アメリカ人で広く食べられておりイタリアン・サンドイッチと呼称されていた。

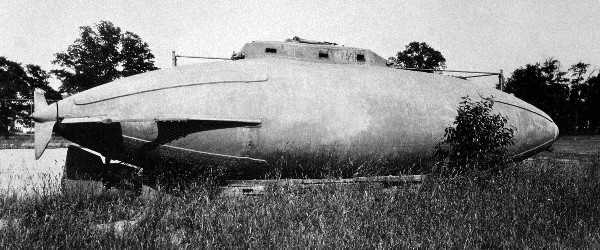
フェニアンラム

一説では、食料品店を営んでいたイタリア系アメリカ人のドミニク・コンティ（Dominic Conti、1874年-1954年）がパターソン博物館に展示されていた潜水艦フェニアンラムを見て、1910年に自身の店で販売するイタリアン・サンドイッチにサブマリンの名を付けたとされる。